# List Jeremiasza
List Jeremiasza – jedna z deuterokanonicznych ksiąg Starego Testamentu, znajdująca się w kanonie katolickim i prawosławnym, przez wyznawców judaizmu i Kościoły protestanckie uważana za niekanoniczną i zaliczana tym samym do apokryfów. Występowała w niektórych kodeksach Septuaginty oraz w Wulgacie, a co za tym idzie w przekładach katolickich. Księga ta stanowi 6 rozdział Księgi Barucha. Nie wchodzi w skład Biblii Hebrajskiej.
Treścią listu jest polemika z bałwochwalczymi kultami pogańskimi.